# Nevrast
Nevrast is een kustgebied in Beleriand, in het Midden-aarde van J.R.R. Tolkien.
Nevrast betekent in het Sindarijns Herwaartse Kusten. Bij de komst van de Noldor was dat eigenlijk de benaming voor het hele kustgebied van Beleriand. Maar later werd het de benaming voor het land ten zuiden van de Drengist. Hier vestigde zich aanvankelijk Turgon. Op de hellingen van de berg Taras stichtten de Noldor van Turgon de Elfenstad Vinyamar.
Later trok Turgon met zijn volk om de verborgen stad Gondolin te stichten. Nevrast werd een verlaten gebied.